# Lambert Mende Omalanga
Lambert Mende Omalanga (nacido cerca de Lodja, Sankuru, el 11 de febrero de 1953) es un político congoleño. 

## Trayectoria
En 2005, Mende fue elegido diputado nacional por el distrito electoral de Lodja como miembro del RCD/K-ML3. Fue Relator del Senado durante la transición (2003 a 2007) y también fue ministro en varias ocasiones, en particular Viceprimer Ministro y Ministro de Transportes y Comunicaciones.
Fue nombrado Ministro de Hidrocarburos en el Gobierno de Gizenga en febrero de 2007. Como Ministro de Hidrocarburos revocó parte de la licencia concedida a Heritage Oil y Tullow Oil, dos compañías que querían explotar yacimientos petrolíferos cerca del lago Albert, parque natural que es compartido por la República Democrática del Congo y Uganda.
Más tarde fue ministro de Comunicaciones,  pero cometió errores de bulto en sendos accidentes con víctimas.